# کریستین اشوگلر
کریستین اشوگلر (زاده ۶ ژوئن ۱۹۸۴ در Ettiswil)، بازیکن فوتبال اهل سوئیس است که در حال حاضر به عنوان مدافع برای لوتسرن در سوپرلیگ سوئیس بازی می‌کند. 

## دوران باشگاهی
کریستین در تابستان ۲۰۰۹ و با قراردای به مبلغ ۰.۶ میلیون یورو به ردبول زالتسبورگ پیوست. اشوگلر در جریان پیروزی ۶–۱ تیمش برابر SV Mattersburg در ۲۷ مارس ۲۰۱۰، نخستین گل خود برای ردبول سالزبورگ را به ثمر رساند. 

## سبک بازی
اشوگلر به پرتاب دست بلند خود مشهور است. 

## زندگی شخصی
وی برادر پیرمین اشوگلر است. 

## افتخارات
- قهرمان بوندس‌لیگا اتریش (۵): ۲۰۱۰، ۲۰۱۲، ۲۰۱۴، ۲۰۱۵، ۲۰۱۶
- قهرمان جام حذفی اتریش (۴): ۲۰۱۲، ۲۰۱۴، ۲۰۱۵، ۲۰۱۶